# Jungfernsee

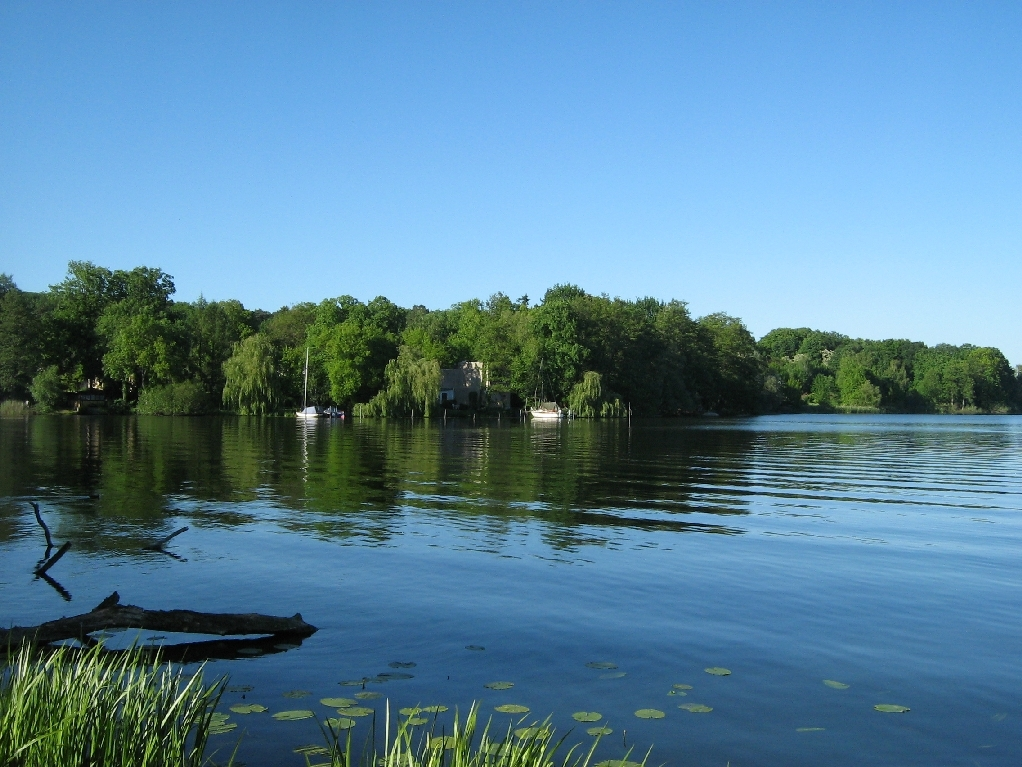
Jungfernsee

Jungfernsee – jezioro w Niemczech, w kraju związkowym Brandenburgia, w Poczdamie (z niewielką częścią z Berlinie). Powierzchnia jeziora wynosi 2,2 km².
W nocy z 26 na 27 kwietnia 1945 ciężkie walki nad jeziorem stoczyły 5 i 8 Pułk Moździerzy z 1. Samodzielnej Brygady Moździerzy Ludowego Wojska Polskiego dowodzonej przez pułkownika Wasyla Jurina. Polscy moździerzyści przeprawili się przez jezioro przy pomocy sowieckich jednostek inżynieryjno-saperskich i objęli przyczółki na jego południowym brzegu. Otworzyło to drogę dla natarcia na Poczdam.